# Marinus Boeseman
Marinus Boeseman (né le 22 juin 1916 à Enkhuizen, mort le 14 juillet 2006) est un ichtyologiste néerlandais.
Parce qu'il est doué artistiquement, il commence des études dans une école d'art, mais décide de la quitter. Il entame des études de biologie en 1935 à l'Université de Leyde.
Alors qu'il n'est qu'étudiant, il publie en collaboration avec un de ses professeurs son premier travail sur le comportement de la bouvière (Rhodeus sericeus). Même avant qu'il ne commence son doctorat, il participe à un projet de recherche du Rijksmuseum van Natuurlijke Historie sur les poissons japonais et rédige sa thèse de doctorat.
De temps en temps Boeseman travaille dans le département d'entomologie et traite en particulier du perce-oreilles (Dermaptera).
Marinus Boeseman est arrêté en 1943 pour ses activités de résistance et est prisonnier à Dachau. Alors qu'il allait présenter sa thèse, il ne le fait qu'en 1947. Son sujet sur l'ichtyofaune au Japon est devenu un ouvrage de référence.
Comme conservateur du département ichtyologique de l'Université de Leyde, Marinus Boeseman entreprend des années 1950 aux années 1970, de nombreux voyages de recherche en Amérique du Sud, est l'auteur de nombreuses publications sur la population locale de poissons, notamment des Loricariidae. Entre 1977 et 1979, il va à Saint-Pétersbourg et Cracovie étudier les dessins d'Albert Eckhout décrivant les animaux du nord du Brésil. Même après sa retraite en 1981, il reste très lié à la recherche.
En son honneur, un genre de poisson, le Boesemania microlepis (de), et le Melanotaenia boesemani portent son nom.

## Source, notes et références
1. ↑  http://www.repository.naturalis.nl/document/38046

- (de) Cet article est partiellement ou en totalité issu de l’article de Wikipédia en allemand intitulé « Marinus Boeseman » (voir la liste des auteurs).